# Vito Laterza
Vito Laterza (Bari, 1º gennaio 1926 – Roma, 28 maggio 2001) è stato un editore italiano.

Vito Laterza (a sinistra) con Renzo De Felice.

È stato uno dei maggiori protagonisti dell'editoria in Italia nel Novecento.

## Biografia
Vito Laterza nasce in una famiglia della borghesia imprenditoriale pugliese. Il padre Giuseppe è direttore della tipografia della Casa editrice Giuseppe Laterza & Figli, società fondata a Bari dallo zio Giovanni Laterza nel 1901 allo scopo di proseguire e ampliare l'attività tipografica e libraria già intrapresa nel paese di origine della famiglia, Putignano, a partire dal 1889.
Completati gli studi universitari in Filosofia, prima a Bari e poi a Firenze, dove si laurea con Eugenio Garin, nel 1950 Vito Laterza comincia a lavorare presso la casa editrice, venendo nominato direttore editoriale l'anno successivo, mentre il cugino Franco Laterza mantiene la carica di amministratore delegato, assunta dopo la morte del padre Giovanni nel 1943. La Laterza aveva potuto riprendere regolarmente la propria attività solo nel 1946, poiché la tipografia era stata requisita dalle truppe britanniche, ma aveva già riavviato le vecchie collane – Biblioteca di cultura moderna, Classici della filosofia moderna, Scrittori d'Italia – e inaugurato nuove iniziative quali I quaderni della critica e le pubblicazioni dell'Istituto italiano per gli studi storici, fondato da Croce a Napoli nel 1946.
La prima iniziativa che porta l'impronta di Vito Laterza è il varo della collana Libri del Tempo, inaugurata nel 1951, che presenta volumi di ricostruzione storica e di denuncia dei problemi e dei mali della società italiana, pubblicando, tra gli altri, opere di Gaetano Salvemini, Piero Calamandrei, Ernesto Rossi, Eugenio Scalfari, Antonio Cederna, Paolo Sylos Labini. In quest'ultima collana appaiono anche gli atti dei convegni dell'Associazione Amici del Mondo, la rivista diretta da Mario Pannunzio. Al gruppo dei collaboratori della rivista, fucina intellettuale delle istanze del liberalismo italiano, Laterza è vicino anche politicamente, condividendo in particolare l'ideale riformista di una radicale modernizzazione economica, sociale e politica del Paese. Per sostituire Croce si punta alla costruzione di una rete di intellettuali – “gli amici di Casa Laterza” – dalla quale ricevere spunti e proposte per le collane vecchie e nuove. Si tratta di una scelta che si pone in perfetta continuità con la tradizione e la storia precedente della casa editrice, da sempre attenta anche alla qualità culturale delle proprie pubblicazioni, ma che si presenta particolarmente difficile in una fase di rafforzamento della concorrenza dei grandi editori dell'Italia settentrionale, che puntano invece a sfruttare le opportunità commerciali offerte da un mercato che sta diventando di massa.
Durante gli anni cinquanta, oltre a riprendere e ammodernare le collane già esistenti, come i Classici della filosofia moderna, affidata alla direzione di Garin, e la Collezione storica, diretta a partire dal 1955 da Armando Saitta, su impulso di Vito Laterza il catalogo della casa editrice si apre a nuovi interessi – l'urbanistica, la linguistica, la sociologia – mentre si fa più significativa la presenza della tematica meridionale, con autori quali Leonardo Sciascia e Rocco Scotellaro.
Nel 1960 introduce tre importanti innovazioni all'organizzazione della casa editrice: il rafforzamento della rete commerciale, con la costituzione di una rete di ispettori per la promozione in libreria e nelle scuole, che verrà successivamente integrata con l'affidamento della distribuzione alle Messaggerie Italiane; l'apertura di una filiale romana (dal 1972 anche sede legale) con funzioni di centro direzionale e ideativo, nonché di perno della rete di contatti con studiosi e autori; l'espansione della redazione della sede barese, dove rimangono anche l'impianto tipografico e il reparto commerciale. Nel 1963 la società familiare in nome collettivo viene trasformata in società per azioni e viene dotata di organi amministrativi adeguati a una moderna gestione aziendale.
Negli anni successivi riesce a rinnovare significativamente il volto della casa editrice. Il numero medio delle novità pubblicate per anno cresce notevolmente: da una cinquantina, alla metà degli anni sessanta, a un centinaio alla fine del decennio, a centoventi circa alla fine degli anni Settanta. Anche le tirature conoscono, soprattutto tra il 1964 e il 1970, un forte incremento, cui fa da traino la collana tascabile Universale, inaugurata nel 1964 dalla Storia d'Italia di Denis Mack Smith, che offre in formato tascabile testi di altre collezioni e opere nuove di storia politica, filosofia, critica letteraria, storiografia e scienze sociali, oscillando in media tra le dieci e le quindicimila copie vendute, rispetto alle due o tremila delle collezioni precedenti.
Al medesimo periodo appartengono altre iniziative di grande successo, come la nascita delle collane Storia e Società (1964), destinata a ospitare titoli di storia per un pubblico più largo, Grandi Opere (1968), che si afferma nel campo degli studi di architettura e urbanistica, e Saggi tascabili Laterza (1974), che impone il modello del libro-intervista, in formato tascabile, sui grandi temi di attualità politica e culturale, con titoli quali Intervista politico-filosofica di Lucio Colletti e Intervista sul fascismo di Renzo De Felice. Un'ulteriore intuizione imprenditoriale, finalizzata ad ampliare il proprio mercato di riferimento, è realizzata da Vito Laterza all'indomani della riforma della scuola media unica del 1962, con la pubblicazione di manuali didattici che conoscono notevole fortuna.
Il periodo di forte espansione della casa editrice termina tra la fine degli anni settanta e i primi anni ottanta, quando, in concomitanza con il raffreddamento del dibattito ideologico-politico, entra in crisi il settore dell'editoria culturale, con particolare riferimento all'area della saggistica. La risposta alla crisi messa in campo da Laterza, che dal 1975 ha assunto anche i compiti di amministratore delegato, si basa sul taglio dei costi, ottenuto attraverso la chiusura di alcune collane, il ridimensionamento di quelle economiche e la riduzione delle tirature, ma anche sul rinnovamento della proposta editoriale. Nascono così due nuove collane, I Robinson (1980), destinata alla saggistica divulgativa, e i I Sagittari Laterza (1986), dedicata a temi più specialistici. Nel 1989 viene varata la serie dei Manuali Laterza, che, oltre a muoversi nelle aree disciplinari tradizionalmente familiari alla Laterza, inaugura nuovi filoni quali il diritto, la filologia romanza, la pedagogia e la 
didattica.
Altra importante collana è la Economica Laterza, lanciata nel 1993,  che, non più in formato tascabile ma con le stesse caratteristiche di prezzo di copertina, rinnova l'esperienza della Universale Laterza contribuendo a rilanciare tutto il catalogo, recente e meno recente, della casa editrice. Vengono inoltre avviate iniziative di collaborazione internazionale con altri editori. La più significativa è la collana Fare l'Europa, che nasce nel 1993 con l'intento di ricostruire i tratti comuni del Vecchio Continente alle soglie dell'unificazione europea. Il progetto, diretto dallo storico francese Jacques Le Goff, è condotto in compartecipazione con altre quattro case editrici – Éditions du Seuil, per la Francia; Blackwell, per il Regno Unito; Beck, per la Germania; Crítica, per la Spagna – ed è seguito da editori partner portoghesi, olandesi, cechi, slovacchi, polacchi, ungheresi, bulgari, lituani, turchi, coreani, giapponesi.
Nell'autunno del 1989, insieme con il fratello Paolo, presidente della società dal 1970, si oppone all'intenzione di una parte dei soci, appartenenti alla famiglia, di cedere la partecipazione azionaria di maggioranza al gruppo Rizzoli. Le quote vengono infine acquistate dallo stesso Laterza, che si avvale del diritto di prelazione previsto dallo statuto aziendale e ottiene il sostegno finanziario della Cassa di risparmio delle province lombarde, e successivamente cedute a una pluralità di nuovi soci, fra cui si annoverano le Messaggerie italiane e un gruppo di imprenditori baresi. La casa editrice cessa così di essere un'azienda a controllo totalmente familiare, ma allo stesso tempo riesce a conservare la propria indipendenza.
Nel 1990 Vito Laterza viene nominato Cavaliere del Lavoro e nel 1996 gli viene conferita l'onorificenza di Cavaliere di Gran Croce dell'Ordine al Merito della Repubblica Italiana. Nel 2000 viene nominato presidente onorario della casa editrice, la cui gestione passa al figlio Giuseppe, che segue da Roma l'editoria universitaria e la saggistica, e al nipote Alessandro, che segue da Bari soprattutto l'editoria scolastica. L'altro figlio Federico è invece musicista jazz. 
Vito Laterza muore a Roma nel maggio del 2001.

## Archivio
Parte della documentazione prodotta da Vito Laterza durante la propria carriera imprenditoriale si trova conservata presso l'Archivio di Stato di Bari, nei fondi Casa editrice Laterza (estremi cronologici: 1900-1952); Consorzio provinciale agrario di Bari (estremi cronologici: 1914-1919) e Istituto per lo sviluppo dell'edilizia sociale, Ufficio regionale della Puglia e Basilicata (estremi cronologici: 1956-1974).